# 与儀駅
与儀駅（よぎえき）は、1923年（大正12年）2月26日から1945年（昭和20年）3月23日ごろまでの間、沖縄県那覇市にあった沖縄県営鉄道嘉手納線の駅（廃駅）である。

## 歴史
- 1923年（大正12年）2月26日：嘉手納線の駅として開業。
- 1945年（昭和20年）3月23日ごろ：嘉手納線の運行が終了。旅客乗り入れ路線がなくなり事実上廃止。

## 駅構造
単式ホーム1面1線の地上駅。無人駅。
近くに農業試験場があったことから試験場関係の側線が敷設されていた。

## 駅周辺
- 農業試験場 - 戦後も同地に建てられたが1961年（昭和36年）に首里に移転した（後にさらに糸満に移転）。現在の与儀公園。

## 駅跡の現在
廃線跡は国道330号（ひめゆり通り）となっているが、駅跡は確認できない。位置的には現在の与儀公園付近である。
なお、当駅を出てから安里駅までの間は築堤上に線路が敷設されており、戦後すぐには残っていたが後に崩され、国道330号の建設が行われた。そのため、与儀 - 安里間は廃線跡が国道330号となっている。

## 隣の駅
沖縄県営鉄道
■嘉手納線
古波蔵駅 - 与儀駅 - 安里駅